# Kim Mi-jung (ur. 1971)
Kim Mi-jung (kor. 김미정 ;ur. 29 marca 1971 w Masan) – południowokoreańska judoczka. Złota medalistka igrzysk olimpijskich z Barcelony 1992. Startowała w wadze półciężkiej.
Mistrzyni świata w 1991; trzecia w 1993. Złota medalistka igrzysk azjatyckich w 1994 i brązowa w 1990. Wygrała igrzyska Azji Wschodniej w 1993. Wicemistrzyni Azji w 1993 roku.

## Letnie Igrzyska Olimpijskie 1992
| Konkurencja | Rundy eliminacyjne     | Rundy eliminacyjne  | Rundy eliminacyjne         | Runda finałowa       | Runda finałowa      | Klas. końcowa |
| Konkurencja | Przeciwnik I           | Przeciwnik II       | Przeciwnik III             | 1/2                  | Finał               | Miejsce       |
| ----------- | ---------------------- | ------------------- | -------------------------- | -------------------- | ------------------- | ------------- |
| 72 kg       | Pujawati Utama (INA) Z | Alison Webb (CAN) Z | Katarzyna Juszczak (POL) Z | Josie Horton (GBR) Z | Yōko Tanabe (JPN) Z | 1.            |